# Loi constitutionnelle du 2 novembre 1945
Lire en ligne

Consulter

L. const. du 10 jui. 1940 C. du 27 oct. 1946
La loi constitutionnelle du 2 novembre 1945 est une loi de nature constitutionnelle dont le projet, inséré dans l'ordonnance no 45-1836 du 17 août 1945, est adopté par référendum par le peuple français le 21 octobre suivant.  Promulguée le 2 novembre suivant et publiée le lendemain, 3 novembre, la loi donne une organisation constitutionnelle provisoire à la République française rétablie sur le territoire métropolitain à partir de 1944 — sous la direction du Gouvernement provisoire de la République française, ou GPRF.
Elle n'abroge pas les lois constitutionnelles de 1875, précédente constitution républicaine, mais pourvoit à l'organisation des institutions de l'État à court terme en attendant la rédaction et l'adoption de la future constitution du pays — qui sera celle de 1946.

## Contexte historique

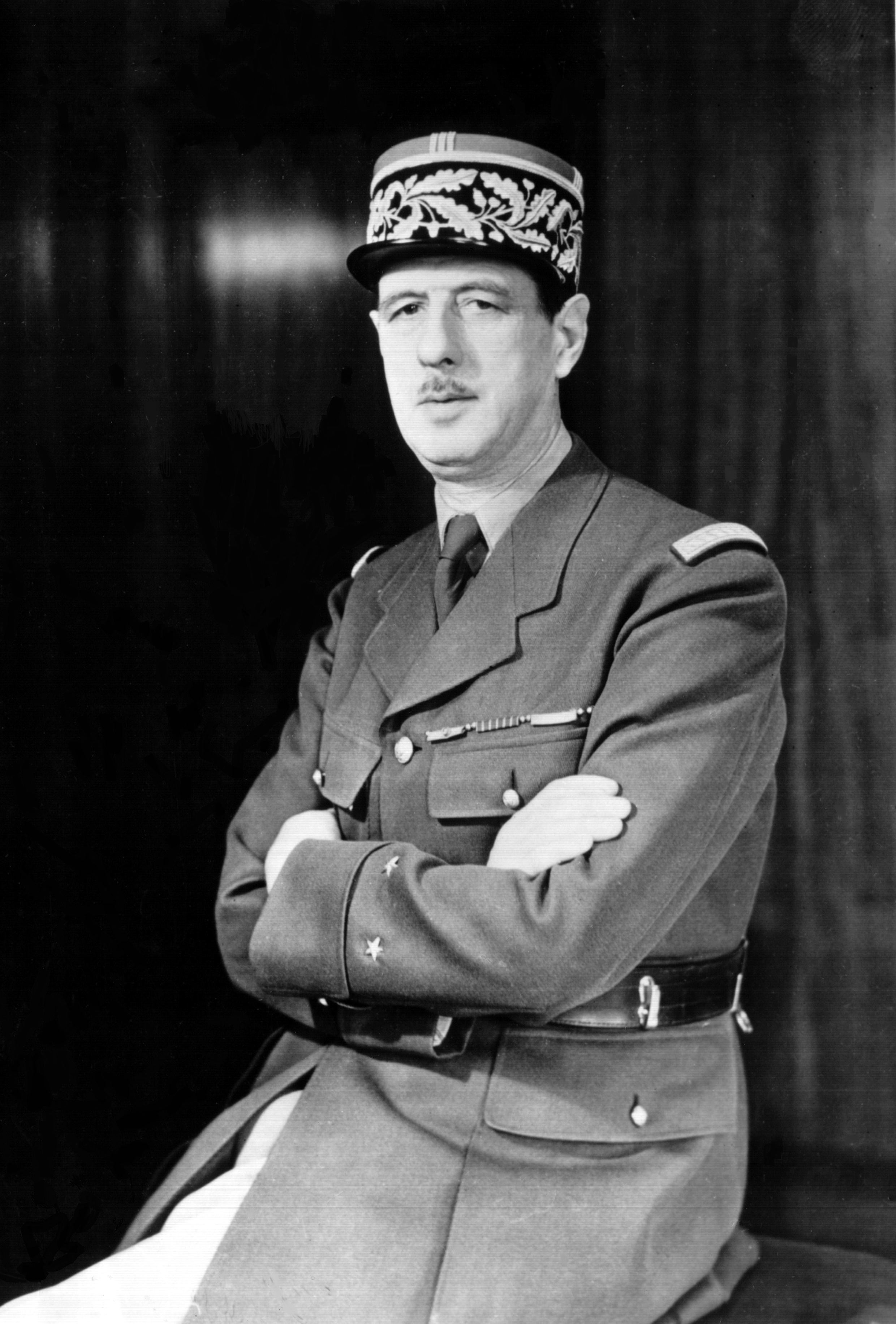
Charles de Gaulle, fondateur du Gouvernement provisoire.

### Les institutions provisoires
Le territoire métropolitain de la France, occupé pour partie depuis 1940 par l'Allemagne nazie et gouverné par le Régime de Vichy pour l'autre partie (sous l'appellation officielle d'État français), est progressivement libéré à partir du 6 juin 1944.
Les villes libérées ont été placées sous l'autorité du Gouvernement provisoire de la République française, présidé par le Général de Gaulle, qui a succédé au Comité français de libération nationale (CFLN). Le fonctionnement de celui-ci est régi par une ordonnance du 21 avril 1944 qui prévoit que :

« Le peuple français décidera souverainement de ses futures institutions. À cet effet, une Assemblée nationale constituante sera convoquée dès que les circonstances permettront de procéder à des élections régulières, au plus tard dans le délai d'un an après la libération complète du territoire. »

Le 9 août 1944, une nouvelle ordonnance dispose que « la forme du gouvernement de la France est et demeure la République. En droit celle-ci n'a pas cessé d'exister » et déclare, « en conséquence, nuls et de nul effet tous les actes constitutionnels [...] promulgués sur le territoire continental postérieurement au 16 juin 1940 et jusqu'au rétablissement du Gouvernement provisoire de la République française », c'est-à-dire « l'acte dit loi constitutionnelle du 10 juillet 1940 [et] tous les actes dits actes constitutionnels ». La question de la nature du régime politique n'est donc pas posée comme elle l'avait été en 1870 à la chute du Second Empire.
Une Assemblée consultative provisoire a été établie le 17 septembre 1943, mais son avis ne lie pas ce qui est à l'époque le CFLN, ni donc son successeur, le GPRF.

### L'organisation d'un référendum
Conformément aux ordonnances précédemment adoptées, le GPRF propose le 16 juillet 1945 à l'Assemblée consultative provisoire un projet d'ordonnance visant à organiser un référendum national. L'Assemblée consultative s'oppose au projet gouvernemental, à cause de l'utilisation du référendum et du caractère limité des pouvoirs de la future assemblée constituante.
Le GPRF ne suit toutefois pas l'avis de l'Assemblée consultative et promulgue le 17 août 1945 une ordonnance qui organise le référendum,.

### Le référendum du 21 octobre 1945
Le référendum, organisé le même jour que des élections législatives (21 octobre 1945), prévoit deux questions : « Voulez-vous que l'Assemblée élue ce jour soit constituante ? » et « Si le corps électoral a répondu « Oui » à la première question, approuvez-vous que les pouvoirs publics soient, jusqu'à la mise en œuvre de la nouvelle Constitution, organisés conformément au projet de loi ci-contre ? ».
Il est prévu que si le peuple répond « non » à la première question, les législatives donneront la Chambre des députés telle qu'elle est prévue par les lois constitutionnelles de 1875. En revanche, s'il répond « oui » à cette première question, la deuxième est alors prise en compte et détermine l'adoption ou le rejet de la loi constitutionnelle annexée à l'ordonnance, c'est-à-dire le texte qui fait l’objet de cet article.
La première question vise en réalité à savoir s'il faut ou non maintenir la Troisième République. Le peuple approuve, le 21 octobre 1945, (18 584 746 voix pour 699 136 contre) — la Troisième République est donc maintenue jusqu'au 27 octobre 1946 dans le cadre exclusif du gouvernement provisoire, puisque les représentants élus devront établir une IVe République dans un délai d'un an.
La deuxième question concerne les pouvoirs de la future assemblée constituante : les partisans du « non » prônent une assemblée entièrement souveraine, c'est-à-dire sans limitation de durée, réunissant les pouvoirs constituants, précisément ceux du pouvoir législatif ; les partisans du « oui » soutiennent le projet de loi constitutionnelle proposé par le Gouvernement, qui fixe un terme de sept mois au mandat de l'Assemblée constituante, et établit un cadre rigide aux institutions provisoires (la responsabilité du gouvernement est ainsi encadrée précisément pour éviter l'instabilité ministérielle). Le peuple français répond également « oui » à cette deuxième question, par 12 795 213 voix contre 6 449 206.
Le général de Gaulle, qui soutenait le « oui, oui », remporte un succès incontestable, aux côtés de la Section française de l'Internationale ouvrière (SFIO) et du Mouvement républicain populaire (MRP).
Les autres solutions étaient :
- « oui à la IVe République, non aux limitations », prôné par le Parti communiste français (PCF) qui voit, dans la mise en place d’une assemblée nationale souveraine et au pouvoir illimité où il disposerait certainement d’une majorité relative, le moyen d’arriver à la mise en place d’un régime communiste en France[22] ;
- « non aux deux », soutenu par les radicaux, l'un des grands courants de la Troisième République[22] ;
- « non à la IVe République, oui aux limitations », favorisé par la droite sortie très affaiblie du Régime de Vichy[Information douteuse][22].

## Les institutions de la loi constitutionnelle
La loi constitutionnelle du 2 novembre 1945 est très courte (huit articles au total). Elle définit pourtant une véritable « constitution provisoire » pour la France en attendant la rédaction et l'adoption d'une nouvelle constitution. Elle est pour cette raison parfois appelée « la petite constitution ».
Le pouvoir législatif est ainsi confié à une Assemblée constituante ; le pouvoir exécutif au Gouvernement provisoire de la République française, maintenu.

### L'Assemblée constituante
L'Assemblée constituante est la chambre unique (monocamérisme) du parlement. Elle a été élue pour un mandat de sept mois maximum après le jour de première réunion. L'article 7 de la loi constitutionnelle du 2 novembre 1945 dispose que, si la constitution proposée au peuple est rejetée, ou si le mandat expire avant l'adoption d'une nouvelle constitution, une nouvelle Assemblée constituante est élue par le peuple.

#### La rédaction de la nouvelle constitution
« L'Assemblée établit la Constitution nouvelle. »

— Article 2 de la loi constitutionnelle du 2 novembre 1945.
La principale tâche dévolue à l'Assemblée est la rédaction de la nouvelle constitution qui remplacera les lois constitutionnelles de 1875. Le pouvoir constituant lui est entièrement dévolu, sans intervention du gouvernement. Cette latitude est toutefois limitée par la procédure prévue pour l'adoption de ce texte, qui est précisé par l'article 3 :

« La Constitution adoptée par l'Assemblée sera soumise à l'approbation du corps électoral des citoyens français, par voie de référendum, dans le mois qui suivra son adoption par l'Assemblée. »

Le référendum, discrédité par l'usage du plébiscite sous le Second Empire, et jamais utilisé sous la Troisième République, refait ici une apparition remarquable, qui limite le pouvoir constituant de l'Assemblée constituante, en le confiant en dernier recours au peuple.

#### Le vote de la loi
L'article 4 de la loi constitutionnelle donne à l'Assemblée constituante seule le pouvoir législatif, alors que le premier projet du gouvernement limitait ce pouvoir. L'initiative des lois appartient autant au gouvernement qu'à la chambre elle-même.
L'article 5 énonce que l'Assemblée constituante vote le budget, mais qu'elle ne peut avoir l'initiative des dépenses, ce qui constitue un moyen de limiter son pouvoir.

### Le Gouvernement provisoire de la République française
La branche exécutive est constituée uniquement par le gouvernement, qui conserve le nom de GPRF mais ses prérogatives sont plus limitées, et fixées dans un cadre légal. Il est composé du président du « Gouvernement provisoire de la République française » et de ses ministres.
Le président du Gouvernement est élu par l'Assemblée constituante. Il choisit ensuite son gouvernement, qui est tout de même « approuvé » par l'Assemblée tant du point de vue de sa composition que de son programme. Le gouvernement est donc l'émanation de l'Assemblée.
Conséquence logique de son origine, il est également responsable devant l'Assemblée. Toutefois, signe d'une volonté d'éviter le retour à l'instabilité ministérielle caractéristique de la Troisième République — volonté partagée par le premier GPRF et l'Assemblée consultative provisoire —, les conditions de la mise en jeu de la responsabilité sont clairement définies. Les rédacteurs de la loi constitutionnelle évitent ainsi le flou de la constitution de 1875, qui avait entraîné la chute de gouvernements sur des questions absolument mineures.
Le deuxième alinéa de l'article 1er de la loi constitutionnelle du 2 novembre dispose ainsi que :

« Le gouvernement est responsable devant l'Assemblée ; mais le rejet d'un texte ou d'un crédit n'entraîne pas sa démission. Celle-ci n'est obligatoire qu'à la suite du vote distinct d'une motion de censure intervenant au plus tôt deux jours après son dépôt sur le bureau de l'Assemblée et adoptée au moyen d'un scrutin à la tribune par la majorité des membres composant l'Assemblée. »

Le gouvernement dispose de prérogatives limitées : il a l'initiative de la loi avec l'Assemblée, il peut demander une deuxième délibération à l'Assemblée dans le mois qui suit l'adoption d'une loi (veto provisoire) et il a l'initiative des dépenses.

## Conclusion
Le régime provisoire établi en novembre 1945 a fonctionné jusqu'au 24 décembre 1946, date de la première séance du Conseil de la République et de l'entrée en vigueur de la Constitution du 27 octobre 1946.
Dès le 20 janvier 1946 pourtant, le général de Gaulle, partisan d'un régime doté d'un exécutif fort, démissionne. L'orientation des institutions provisoires vers le « régime des partis », qu'il réprouve, l'y contraint. L'Assemblée constituante lui est hostile, et il refuse de devoir être en tout soumis à son autorité.
L'affrontement entre la légitimité historique du général et la légitimité démocratique de l'Assemblée se clôt par la démission de celui-ci.
Le projet de constitution du 19 avril 1946 est rejeté en mai 1946 par le peuple, et conformément à la loi constitutionnelle, une deuxième Assemblée constituante est élue, qui rédige un projet, cette fois adopté, le 13 octobre 1946, abrogeant loi constitutionnelle du 2 novembre 1945.

### Textes officiels
- [JO 19 août 1945] Ordonnance no 45-1836 du 17 août 1945 instituant une consultation du peuple français par voie de référendum et fixant le terme de l'Assemblée consultative provisoire, dans Journal officiel de la République française : ordonnances et décrets, vol. 70e an., no 194, 19 août 1945, ord., texte no 1, p. 5154, col. 2 – p. 5155, col. 1.
- [JO 23 nov. 1945] Loi du 2 novembre 1945 portant organisation provisoire des pouvoirs publics, dans Journal officiel de la République française : ordonnances et décrets, vol. 70e an., no 258, 3 nov. 1945, loi, p. 7159, col. 2-3.